# Chikila fulleri
Chikila fulleri är en groddjursart som först beskrevs av Alcock 1904. Chikila fulleri ingår i släktet Chikila och familjen Chikilidae. Internationella naturvårdsunionen kategoriserar arten globalt som otillräckligt studerad. Inga underarter finns listade i Catalogue of Life.
Detta maskgroddjur förekommer i nordöstra Indien och kanske i angränsande regioner av Bangladesh och Myanmar. Arten lever främst underjordisk i tropiska skogar. Troligen lämnas äggen direkt i jorden och de behöver inget vatten för grodynglens utveckling.